# 1681

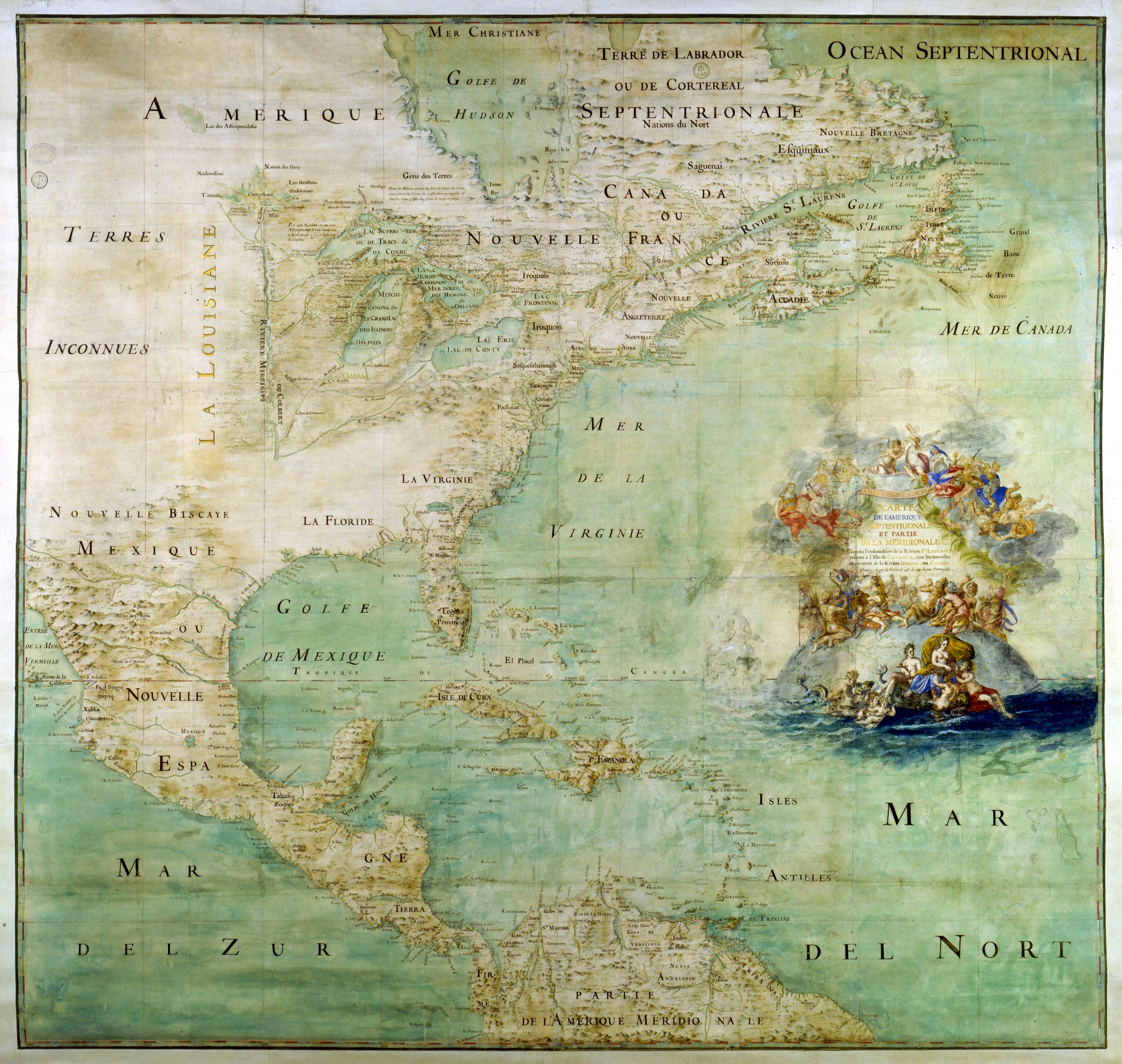
Nieuw-Frankrijk in 1681

Het jaar 1681 is het 81e jaar in de 17e eeuw volgens de christelijke jaartelling.

## Gebeurtenissen
maart
- 4 - Koning Karel II van Engeland schenkt een gebied aan de oostkust van Noord-Amerika aan de quaker William Penn. Naar hem wordt het land later Pennsylvania genoemd.

mei
- 20 - Het Canal du Midi wordt in gebruik genomen. Het opent een vaarverbinding tussen de Middellandse Zee en de Oceaan.

juli
- 9 - De gereformeerde Academie van Sedan moet de deuren sluiten op bevel van koning Lodewijk XIV. Het besluit van de koninklijke raad heeft als motivering

dat de academie predikanten levert aan naburige provincies en dat het aantal protestanten in Sedan zeer beperkt is.
- 22 - Op aandringen van de Zweedse gezant in Den Haag geven de Staten van Friesland vergunning aan de evangelisch-lutherse gemeente van Leeuwarden om het kerkgebouw, dat de Staten vorig jaar hebben laten afbreken, weer op te bouwen.

september
- September - Franse troepen bezetten de rijksstad Straatsburg, een groot deel van het hertogdom Luxemburg en het graafschap Chiny.

oktober
- 17 - Cornelis de Bruijn bereikt Jeruzalem. Hij tekent er vanaf de Olijfberg een panorama van de stad en een interieur van de Heilig Grafkerk. Het zijn de eerste tekeningen van Jeruzalem die Europa bereiken.

## Muziek
- Jean-Baptiste Lully componeert het ballet Le triomphe de l'amour
- Arcangelo Corelli componeert 12 sonatas da chiesa, Opus 1

## Bouwkunst

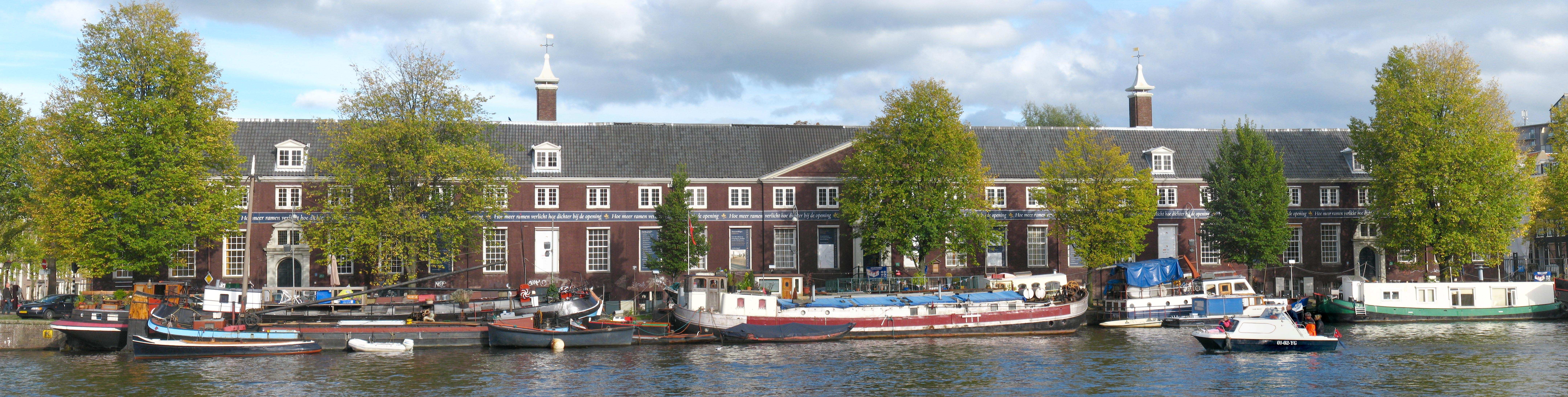
Amstelhof (Hermitage a/d Amstel) (1681) Hans Petersom

## Geboren
januari
- 6 - Elisabeth Juliana Francisca van Hessen-Homburg, vorstin van Nassau-Siegen (overleden 1707)

maart
- 14 - Georg Philipp Telemann, Duits componist (overleden 1767)

april
- 11 - Anne Danican Philidor, Franse componist en hoboïst (overleden 1728)

september
- 28 - Johann Mattheson, Duits componist (overleden 1764)

datum onbekend
- Giulia Lama - Italiaans kunstschilder (overleden 1747)

## Overleden
maart
- 12 - Frans van Mieris de Oudere (45), Nederlands kunstschilder

juni
- 9 - William Lilly (79), Engels astroloog

december
- 8 - Gerard Terborch (64), Nederlands kunstschilder

datum onbekend
- Francesco Corbetta (~66), Italiaans gitarist, leraar en componist

## Uitgestorven
- De dodo van Mauritius (Raphus cucullatus)

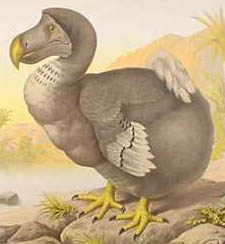
Dodo